# Nikolaj Ivanovič Krylov
Nikolaj Ivanovič Krylov (in russo Никола́й Ива́нович Крыло́в?; Balašov, 29 aprile 1903, 16 aprile del calendario giuliano – Mosca, 9 febbraio 1972) è stato un generale e politico sovietico, fu comandante delle Forze missilistiche strategiche sovietiche dal 1963 al 1972.

## Biografia
Krylov durante la Seconda guerra mondiale, fu capo di stato maggiore della 62ª Armata (1942-1943) e fu comandante della 21ª  Armata e della 5ª Armata (1943-1945). In seguito alla guerra fu comandante del Distretto militare dell'Estremo Oriente (1947-1953), del Distretto militare di Leningrado (1957-1960) e del Distretto militare di Mosca (1960-1963).
Dal 1963 al 1972 fu anche comandante delle Forze missilistiche strategiche sovietiche.